# Leptobrachella parva
Espèce
Statut de conservation UICN

 LC  : Préoccupation mineure
Leptobrachella parva est une espèce d'amphibiens de la famille des Megophryidae.

## Répartition
Cette espèce est endémique des États de Sabah et de Sarawak en Malaisie orientale sur l'île de Bornéo,.

## Publication originale
- Dring, 1983 : Frogs of the genus Leptobrachella (Pelobatidae). Amphibia-Reptilia, vol. 4, no 2/4, p. 89-102.